# Bordón
Bordón is een gemeente in de Spaanse provincie Teruel in de regio Aragón met een oppervlakte van 29,98 km². Bordón telt 114 inwoners (1 januari 2016).

## Demografische ontwikkeling
Bron: INE, 1857-2011: volkstellingen